# Hesperandra conspicua
Hesperandra conspicua là một loài bọ cánh cứng trong họ Cerambycidae.